# Кипро Симоновски
Кипро Спиров Симоновски е български революционер, деец на Вътрешната македоно-одринска революционна организация.

## Биография
Кипро Симоновски е роден през 1873 или 1874 година в дебърското село Лазарополе, тогава в Османската империя. Работи в Австрийското параходно дружество в Цариград и междувременно е член на ръководството на Цариградския комитет на ВМОРО между 1901 – 1902 година. Устройва канал за тайно пренасяне на взривни материали и оръжие. Улеснява придвижването на революционни дейци, като ги преоблича като моряци и ги изпраща с параходи към Варна или Солун. Заподозрян от турската власт, бяга в Княжество България. Установява се в София и работи като главен контрольор по трамваите. Активен деец е на македонската емиграция в София.
Умира в София на 12 (или 17) февруари 1938 година.
На 12 февруари Дебърското благотворително братство, чийто дългогодишен активен член е Симоновски, издава възпоменателен лист за него под името „Дебърски глас“. Във вестника Георги Антонов пише:
| „ | съ неговата смърть, предимно ние българитѣ отъ Дебърско, губимъ единъ твърде ревностенъ пазитель на българското име. | “ |